# المسيحية في الجبل الأسود

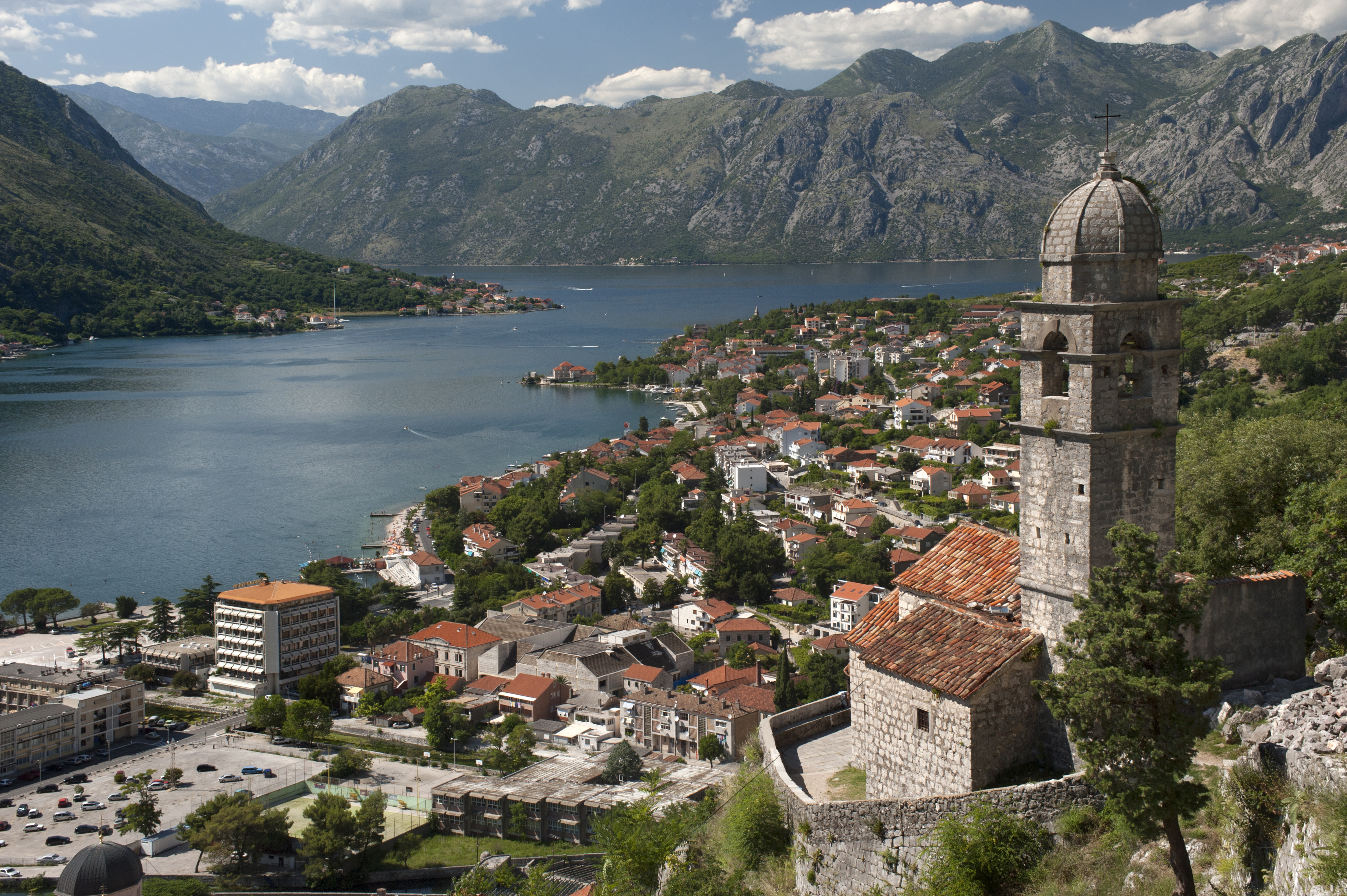
كنيسة السيدة تطل على مدينة كوتور وهي من مواقع التراث العالمي.

المسيحية في الجبل الأسود هي أكبر الديانات، وتعتبر الجبل الأسود بلد أرثوذكسي؛ إذ يُشّكل الأرثوذكس في الجبل الأسود حوالي 72.7% من مجمل السكان وذلك حسب التعداد السكاني لعام 2011. وتُعتبر كنيسة الجبل الأسود الأرثوذكسية الكنيسة الوطنية للبلاد. وتشكل الطوائف المسيحية الأخرى حوالي 3.9% من السكان.
كان الجبل الأسود تاريخيًا مجتمعًا ذات تعدديَّة ثقافيَّة، وقد شكل هذا على مدى قرون شكلًأ من أشكال التعايش بين السكان المسيحيين والمسلمين. وكان سكان الجبل الأسود تاريخيًا أعضاء في الكنيسة الصربية الأرثوذكسية تحت سلطة متروبوليتات الجبل الأسود والسواحل، وتُعد المسيحية الصربيَّة الأرثوذكسية هي الدين الأكثر انتشارًا في الجبل الأسود. وقد تأسست مؤخرًا كنيسة الجبل الأسود الأرثوذكسية وهي كنيسة أرثوذكسية ليست في شراكة مع أي كنيسة أرثوذكسية شرقية أخرى لأنه لم يعترف بها رسميًا.

## تاريخ

### العصور الوسطى

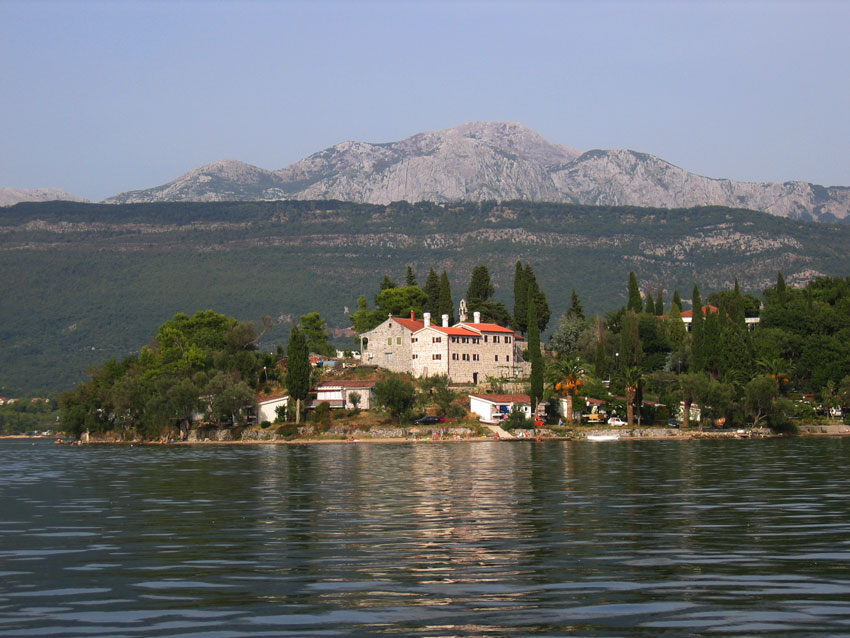
دير رئيس الملائكة ميخائيل في بريفلاكا؛ مقر متروبوليتات زيتا خلال العصور الوسطى.

تأسست متروبوليتات زيتا في عام 1219 من قبل ويعتبر سافا من سلالة نيمانجيتش، وهو أول رئيس أساقفة في الكنيسة الصربية الأرثوذكسية. في عام 1219 تم الاعتراف به كأول رئيس أساقفة صربي من قبل بطريركية القسطنطينية المسكونية، وفي العام نفسه، قام بتأليف أقدم دستور معروف في صربيا، والذي دعي باسم زاكونوبرافيلو، وبالتالي حاول ضمان الاستقلال التام للشعب الصربي؛ سواء الديني أو السياسي. وكانت أسقفية زيتا والتي تقع النصف الجنوبي من الجبل الأسود الحديثة من ضمن صلاحياته. وكان مقر رئيس أساقفة زيتان في ذلك الوقت دير رئيس الملائكة ميخائيل في بريفلاكا. وأصبحت أسقفية زيتا متروبوليتان مع قرارات مجلس الدولة-الكنيسة في سكوبيه في 1346، برئاسة الإمبراطور الصربي ستيفان دوسان. يذكر أنه خلال عصور الإمبراطورية الصربية والتي أنشات في عام 1346 ميلادي على يد ستيفان دوسان تحولت الكنيسة الصربية من مطرانية إلى بطريركية وروج لها، وأنهى بناء دير فيسوكي ديتشاني، وأسس دير سانت أركانجلز، من بين أعمال أخرى. ففي حكمه وصلت صربيا لقمة ازدهارها التوسعي والاقتصادي والسياسي والثقافي.
أستمر وجود متروبوليتات زيتا من عام 1346 حتى عام 1485 مع سقوط الإمبراطورية الصربية في عام 1389 على يد العثمانيين بعد معركة كوسوفو والتي أدت إلى التفكك التدريجي لأجزائها في القرن الخامس عشر، جنبًا إلى جنب غزو البندقية للمدن الساحلية مثل كوتور، وبودفا، ومنطقة باستروفيتشي بين السنوات 1420 إلى 1423، حيث تعرضت متروبوليتانيت زيتا الأرثوذكسية للخطر. في عام 1452 دمر الفينيسيون (البندقيين) دير رئيس الملائكة ميخائيل الأرثوذكسي في بريفلاكا لتسهيل خططهم لتحويل المسيحيين الأرثوذكس من هذه الأجزاء من الساحل إلى الإيمان الروماني الكاثوليكي.

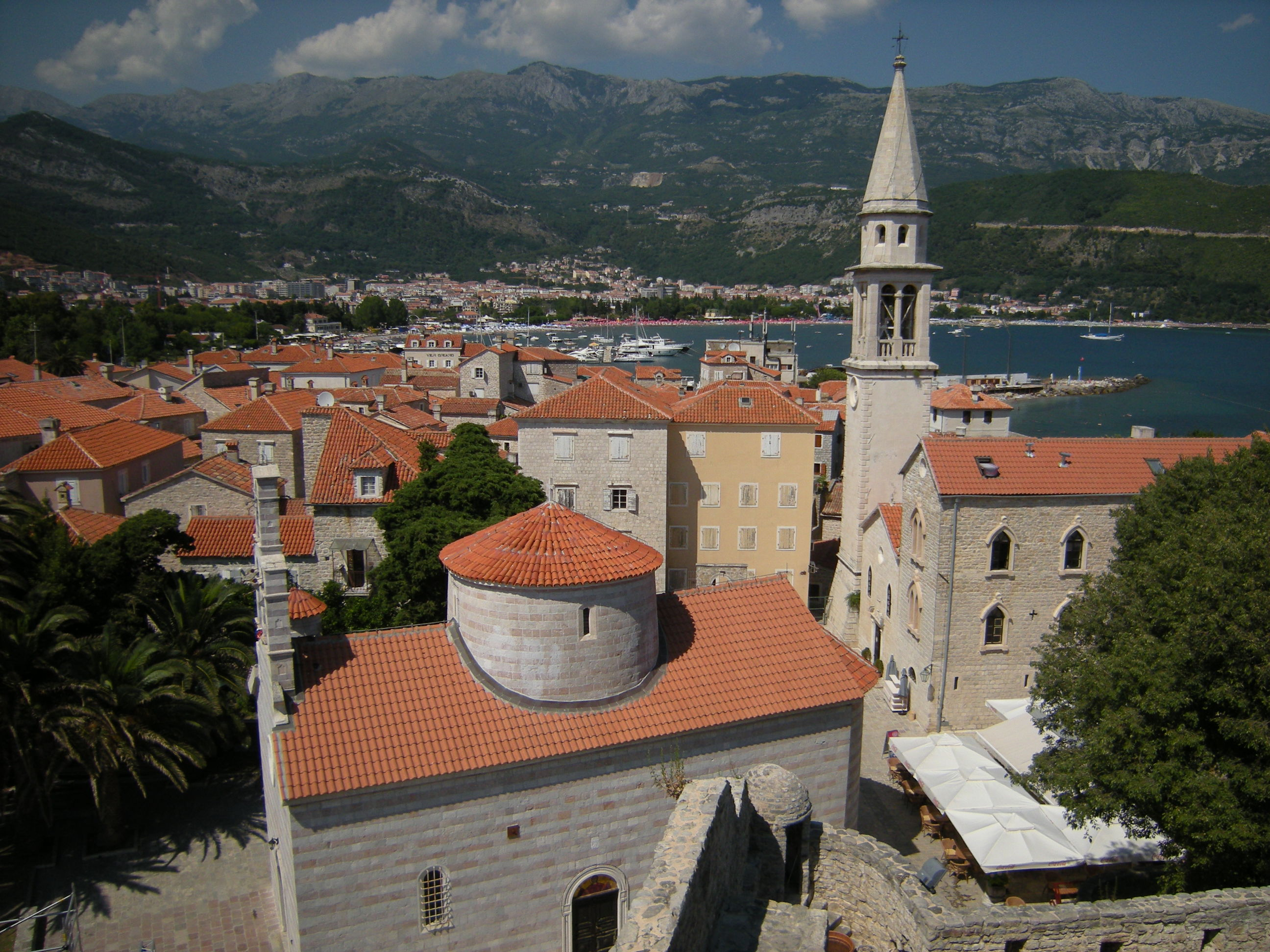
كنيسة الروح القدس في بودفا.

منذ عام 1452 انتقل مقر الأسقفية عدة مرات. وعندما سقطت سهول زيتا على يد العثمانيين، انتقل دوق زيتا إيفان كرنوجيفيتش، مع جزء من شعبه، إلى جبال الجبل الأسود، والتي كانت مرة واحدة مجرد جزء من ولاية زيتا القرطوسيَّة. وبدأ تاريخ الجبل الأسود عند هذه النقطة، حيث اشترى إيفان كرنوجيفيتش مطبعة في البندقية قبل بضع سنوات من وفاته في عام 1490. أصبح ابنه دورا الدوق الأكبر، وفي عام 1493، وبمساعدة من هيرومونك ماكاريج، أنتج أول كتاب على الإطلاق يتم طباعته بين السلاف الجنوبيين. وتمت ترجمة الأعمال الدينية الأرثوذكسية من اللغة اليونانية إلى اللغة الصربية. وفي عام 1499 سقطت الجبل الأسود كليًا على يد العثمانيين، وتزامن ذلك مع اختفاء عائلة كرنوجيفيتش الأرثوذكسيَّة من المشهد التاريخي.
تأسست أبرشية سيتينيي في القرن السادس عشر والسابع عشر، في ظلت أبرشية سيتينيي (بالصربيَّة: Цетињска епархија) أبرشية تابعة للكنيسة الصربية الأرثوذكسيَّة، وشملت الأبرشية أيضًا أجزاء صغيرة من الهرسك، وفي الفترة من عام 1557 إلى 1766، خضعت الأبرشية لولاية البطريركية الصربية في بيتش. خلال القرنين السادس عشر والسابع عشر، قاد الأساقفة وزعماء القبائل من الرجال مسلحين ضد العثمانيين، مع قدر من النجاح، على الرغم من أن العثمانيين حكموا اسميًا سنجق الجبل الأسود، الا أنَّه لم يتم غزو جبال الجبل الأسود تمامًا. وغالبًا ما تحالف الأساقفة وزعماء القبائل مع جمهورية البندقية. في بداية القرن السابع عشر، قاتل سكان الجبل الأسود العثمانيين وفازوا بمعركتين هامتين في لجيسكوبولي (1603-1613).

### العصور الحديثة

الأمير الأسقف بيتار الثاني؛ تُعتبر أعماله على نطاق واسع من أهم الأعمال الأدبيَّة في الجبل الأسود وصربيا.

كان لتدمير دير سيتينيي من قبل العثمانيين في عام 1692، إلى جانب ظهور أسرة بتروفيتش - نجيوس الأرثوذكسيَّة على الساحة التاريخية (1697)، بداية لمرحلة جديدة في تاريخ الجبل الأسود. تحول الجبل الأسود بقيادة المتروبوليتان المطران دانيلو الأول بتروفيتش - نجيوس، تمامًا نحو الإمبراطورية الروسية، والتي من خلال سلطتها عززت مؤسسة إتنارشي، والتي بموجبها أصبح الأساقفة رؤساء الكنيسة وحكام الدولة. وحكم الأساقفة اللاحقون من أسرة بتروفيتش - نجيوسوس الجبل الأسود لمدة 220 عامًا، أي من عام 1697 إلى عام 1918. بعد وفاة بيتار الثاني، لم تعد دولة الجبل الأسود يحكمها المتروبوليتان، لأن خلفه الأمير دانيلو بتروفيتش - نجيغوس، لم يرغب في أن يصبح أسقفًا. وقد شهدت متروبوليتات سيتينيي تطورًا خاصًا بعد إلغاء العثمانيين لبطريركية بيش الصربيَّة في عام 1766. في البداية، كانت الأبرشيات الجبليَّة تعين من قبل المطارنة الصرب في كارلوفشي في ملكية هابسبورغ حتى عام 1833، وبعدها أصبحت من صلاحيات المجمع المقدس الروسي حتى عام 1885.
بعد انضمام الأمير دانيلو الأول إلى عرش الجبل الأسود في عام 1852، تم فصل صلاحيات الأمير الحاكم والأسقف. كانت أول أسقف ينتخب كزعيم للكنيسة من دون صلاحيات سياسية هو نيكانور إيفانوفيتش في عام 1858. وكان خلفه منذ عام 1863، هو إيلاريون روجانوفيتش، والذي أجرى إصلاحًا مهمًا في عام 1878. ومنذ توسع إمارة الجبل الأسود والاعتراف بها كدولة مستقلة، تأسست أبرشيات جديدة في زاهوملج وراسكا وفي المناطق المحررة حديثًا في الهرسك القديمة. منذ عام 1878، كانت متروبوليتات الجبل الأسود تتألف من أبرشيتين: أبرشية متروبوليتان في سيتينيي وأبرشية زاهوملي وراسكا ومقرها في نيكشيتش. بعد توسيع ناجح آخر لأراضي الدولة في عام 1912، أضيفت أبرشية ثالثة وهي أبرشية بيتش. في عهد نيكولا الأول ملك الجبل الأسود ظهرت الفكرة الجيوسياسيَّة لتوحيد الأمة الصربيَّة، فضلاً عن الحاجة الروحيَّة المتصورة لتوحيد الكنيسة الصربية. وقد تضاعف حجم أراضي الجبل الأسود تقريبًا، وانتشرت الكنيسة الأرثوذكسيَّة في ثلاث أبرشيات. وفي هذه الظروف، قال رئيس حكومته الدكتور لازار تومانوفيتش، خلال تتويج الملك نيكولا الأول في بتروفيتش التاريخية: «إنّّ الجبل الأسود هي الأبرشية الوحيدة التي أسسها القديس سافا والتي تم الحفاظ عليها دون انقطاع حتى يومنا هذا، وبالتالي فهي تمثل العرش الشرعي وسليل بطريركية بيتش».

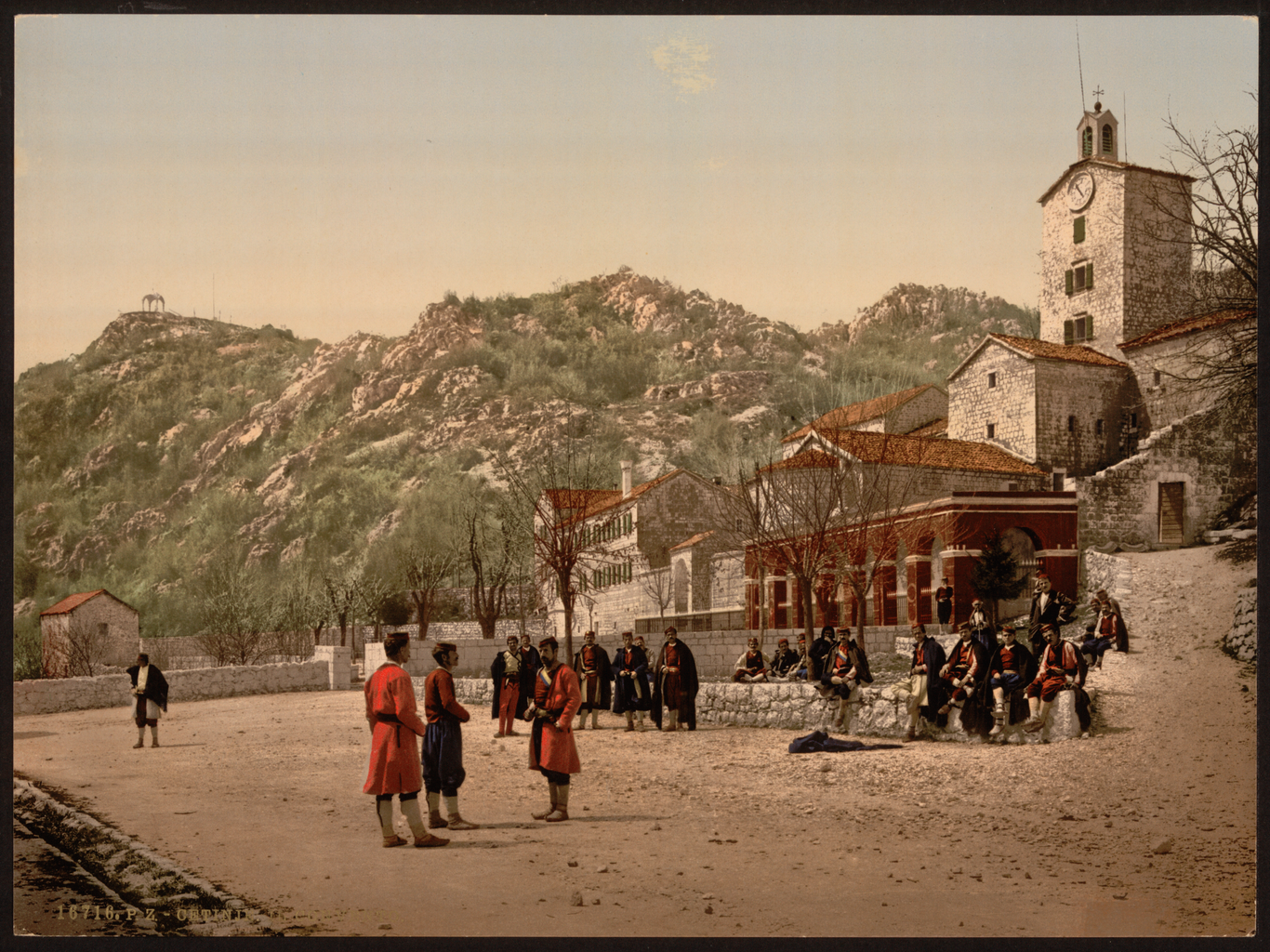
صورة تاريخيَّة لدير سيتينيي الأرثوذكسي تعود لأواخر التسعينات من القرن التاسع عشر، لدى الدير أهمية كبيرة لدى الشعب المونتونيغري.

بعد الحرب العالمية الأولى تشكلت مملكة يوغسلافيا (1918-1941)، واتحد الجبل الأسود في نهاية عام 1918 مع مملكة صربيا، وأصبحا معًا جزءًا من مملكة يوغسلافيا التي شكلت حديثا تحت سلالة كاراوريفيتش. وقد أدى ذلك إلى حل التنافس السلامي الذي طال أمده بين أسرة كارايوريفيتش المالكة وأسرة بيتروفيتش. غير أن توحيد الكنيسة الصربية الأرثوذكسية كان مسألة مختلفة تمامًا، وحظي بتأييد كلا الجانبين في النزاع، من الفيدراليون والمركزيون. لم يعارض نيكولا الأول ملك الجبل الأسود أبدًا توحيد الكنيسة. وفي 16 ديسمبر من عام 1918، توصل مجلس الأساقفة في متروبوليتان الجبل الأسود إلى قرار لتوحيد متروبوليتات الجبل الأسود مع الأبرشيات الصربية الأخرى، بوصفها المؤسسة الوحيدة المخولة بموجب قانون الكنيسة للقيام بذلك. وقد وقع هذا القرار جميع الأساقفة أبرشيات الجبل الأسود. وتم قبول قرار الكنيسة بشأن التوحيد وأكده ألكساندر الأول ملك يوغوسلافيا في عام 1920. وجاء إعلانه عن توحيد الكنيسة الصربية بعد عامين من وصول الكنيسة إلى قرار التوحيد. بعد توحيد الكنيسة، تم منح شرف خاص لأبرشية الجبل الأسود، وأصبح يطلق على أساقفتها رسميًا لقب «متروبوليتان الجبل الأسود وليتورا».

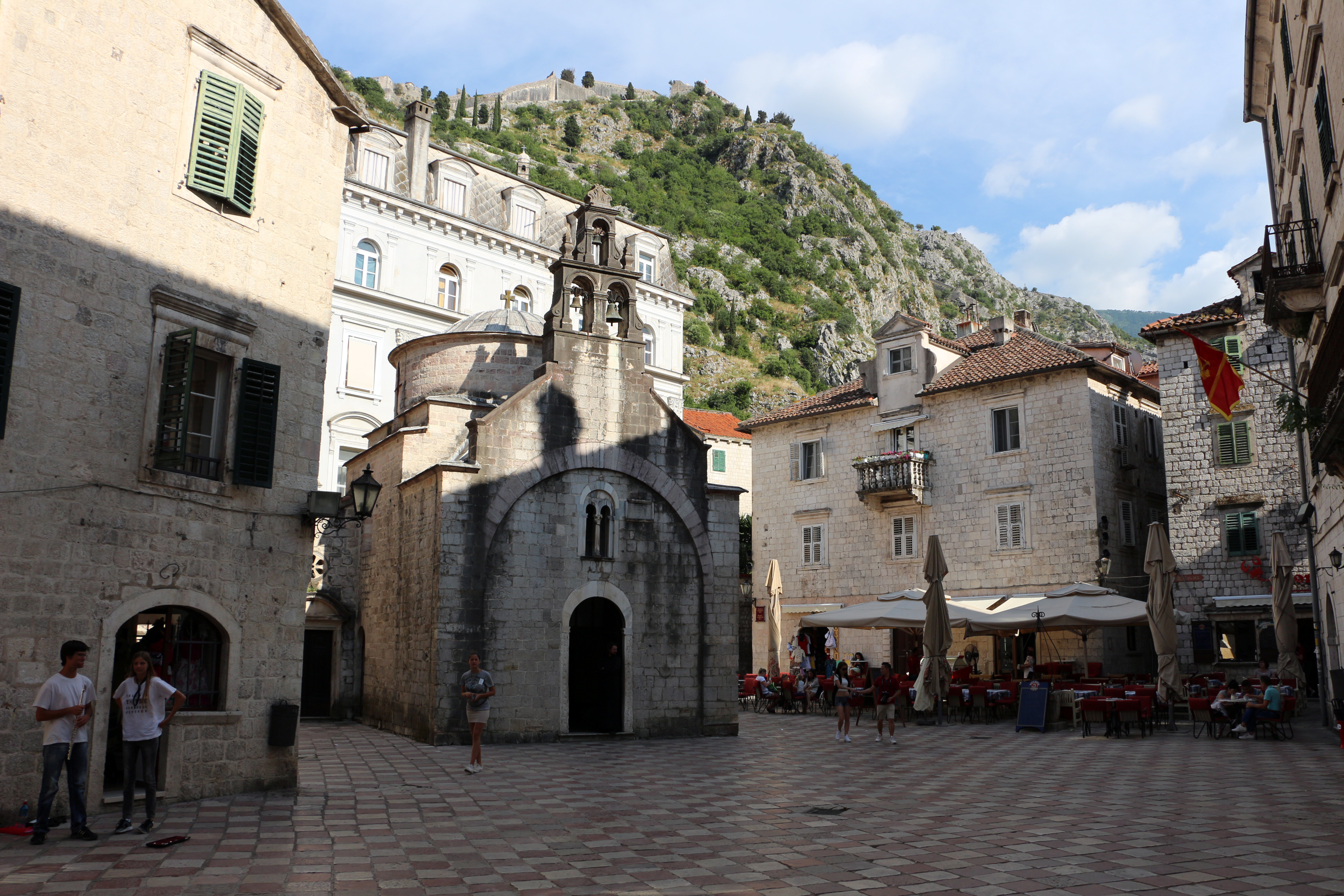
كنيسة القديس لوقا في كوتر، تشهد البلاد نهضة دينية مع سقوط النظام الشيوعي.

خلال الحرب العالمية الثانية، وبعد أن وصل الشيوعيون إلى السلطة في عام 1945، اعتمد الشيوعيين سياسة إلحاد الدولة وعانت الكنيسة الأرثوذكسية في الجبل الأسود والساحل من الاضطهاد على يد النظام الجديد. وقتل الشيوعيون مئة وخمسة كاهن وآلاف من الصرب الوطنيين. وقد فرض النظام الجديد ضغوطًا لم يسبق لها مثيل على رجال الدين المتبقين للتخلي عن الكنيسة. وتمت مصادرة ممتلكات الكنيسة بصورة قاطعة وغير قانونية، وتم تحويل العديد من الكنائس والأديرة إلى مراكز للشرطة وأسطبلات للماشية ومستودعات ومتاحف للإلحاد. قام الشيوعيين في عام 1972 بتدمير الكنيسة المخصصة للقديس بيتار الأول بتروفيتش، وتدنيس قبر الشاعر الشهير العالم متروبوليتان بيتار الثاني بتروفيتش نجيوس، وقاموا محل الضريح الكنسي ببناء ضريح علماني. وكان هذا مؤشرًا على تجاهل النظام للإرادة الأخيرة لبيتار الثاني بتروفيتش والتقاليد المسيحية القديمة في الجبل الأسود. وفي هذه الظروف تم تهميش الكنيسة الأرثوذكسية في الجبل الأسود من قبل الحكومة الشيوعية. وتعتبر هذه الفترة وقت الاضطهاد المفتوح والوحشي للكنيسة.
أصبح متروبوليت الجبل الأسود الحالي، الدكتور أمفيلوهيج رادوفيتش، رئيسًا للكنيسة الأرثوذكسية في الجبل الأسود في عام 1990، مع عشية انهيار النظام الشيوعي وتحول البلاد إلى انتخابات ديمقراطية حرة. وفي هذه الظروف الجديدة، بدأت الكنيسة الأرثوذكسية في الجبل الأسود والساحل في الازدهار. حيث ازداد عدد الكهنة والرهبان والراهبات، وكذلك عدد المؤمنين المسيحيين، بسرعة. أعيد بناء العديد من الأديرة والكنائس الرعويَّة إلى مجدها السابق. فعلى سبيل المثال، في عام 1990 كان الجبل الأسود حوالي عشرة أديرة نشطة ضمت حوالي عشرين راهبا وراهبة، لتصبح حاليًا ثلاثين ديرًا نشطًا تضم أكثر من مائة وستين راهبًا وراهبة. كما ارتفع عدد الكهنة الرعويين من عشرين في عام 1991 إلى أكثر من ستين حاليًا.

## ديموغرافيا

### التركيبة السكانية التاريخية
|                     | 1953       | 1991  | 2003  | 2011       |
| ------------------- | ---------- | ----- | ----- | ---------- |
| الأرثوذكسية الشرقية | 45.84      | 69.12 | 74.23 | 72.07      |
| الإسلام             | 17.65      | 19.18 | 17.74 | 15.97      |
| "مسلمين"            | 17.65      | 19.18 | 17.74 | 3.14       |
| الكنيسة الكاثوليكية | 4.81       | 4.41  | 3.54  | 3.44       |
| البروتستانتية       | لا معلومات | 1.41  | 0.39  | 0.44       |
| اللادينية / إلحاد   | 31.46      | 1.6   | 0.96  | 1.24       |
| لاأدرية             | 31.46      | 1.6   | 0.96  | 0.07       |
| غير معلن            | 0.01       | 0.02  | 2.23  | 2.61       |
| آخر                 | 0.03       | 0.17  | 0.07  | 1.02       |
| غير معروف           | لا معلومات | 4.03  | 0.8   | لا معلومات |

### التوزيع حسب المجموعة الإثنية
نتائج التعداد السكاني للجبل الأسود لعام 2011 حسب المجموعات الإثنية، وهو آخر تعداد كان فيه تحديد الهوية الإثنية في مسألة الديانة، ونتائجها كانت كما يلي:
| الجماعة الإثنية الديانة | مجمل السكان | مجمل السكان | مونتينيغريون | مونتينيغريون | صرب     | صرب  | بشناق  | بشناق | ألبان  | ألبان | غجر   | غجر  | كروات | كروات |
| الجماعة الإثنية الديانة | تعداد       | %           | تعداد        | %            | تعداد   | %    | تعداد  | %     | تعداد  | %     | تعداد | %    | تعداد | %     |
| ----------------------- | ----------- | ----------- | ------------ | ------------ | ------- | ---- | ------ | ----- | ------ | ----- | ----- | ---- | ----- | ----- |
| الأرثوذكسية الشرقية     | 446,858     | 72.1        | 248,523      | 88.7         | 177,091 | 99.4 | 19     | 0.03  | 37     | 0.1   | 516   | 8.2  | 90    | 1.5   |
| الإسلام                 | 118,477     | 19.1        | 12,931       | 4.6          | 79      | 0.04 | 74,343 | 99.7  | 22,267 | 73.1  | 5,034 | 80.5 | 3     | 0.0   |
| الكاثوليكية             | 21,299      | 3.4         | 5,667        | 2.0          | 116     | 0.06 | 3      | 0.0   | 7,954  | 26.1  | 13    | 0.2  | 5,527 | 91.8  |
| البروتستانتية           | 1,601       | 0.4         | 921          | 0.3          | 262     | 0.15 |        |       | 36     | 0.1   | 2     | 0.0  | 2     | 0.0   |
| إلحاد/لاأدرية           | 9,005       | 6           | 6,393        | 2.3          | 697     | 0.39 | 108    | 0.1   | 5,000  | 5.0   | 1     | 0.0  | 224   | 3.7   |

## المذاهب المسيحية

### الأرثوذكسية الشرقية
المسيحية الأرثوذكسية هي المذهب المسيحي السائد في الجبل الأسود، وأتباع المسيحية الأرثوذكسية في الجبل الأسود هم في الغالب مونتينيغريون وصرب، حوالي 55.2% من أرثوذكس البلاد من أصول مونتينيغرية وحوالي 39.1% من أصول صربية وحوالي 5.6% من أصول إثنية أخرى. وفي حين أن الصرب هم من أتباع الكنيسة الصربية الأرثوذكسية فإنّ المونتينيغريون ينقسمون إلى أغلبية تتبع الكنيسة الصربية الأرثوذكسية وأقلية تتبع كنيسة الجبل الأسود الأرثوذكسية. حسب دراسة تعود إلى سنة 2009 وجدت أن حوالي 29.36% من المونتينيغريين الأرثوذكس ينتمون إلى كنيسة الجبل الأسود الأرثوذكسية، في المقابل ينتمي 70.64% من المونتينيغريين الأرثوذكس إلى متروبوليت الجبل الأسود والساحل التابعة للكنيسة الصربيّة الأرثوذكسيّة. وتعتبر المسيحية الأرثوذكسية إلى حد كبير جزء من الهوية الوطنيّة للسكان المونتينيغريين والصرب في الجبل الأسود على حد سواء، ولعبت إمارة أسقفية الجبل الأسود (1516–1852) وهي إمارة كنسيَّة دورًا في تشيكل الهوية الثقافية والأدبية للبلاد.
يقف الجبل الأسود تاريخيًا على مفترق طرق التعددية الثقافية وعلى مدى قرون شكل هذا التعايش الفريد بين السكان المسلمين والمسيحيين. وكان سكان الجبل الأسود تاريخيًا أعضاءً في الكنيسة الصربية الأرثوذكسية تحت سلطة متروبوليت الجبل الأسود والساحل. وعلى الرغم من التوترات بين الجماعات الدينية خلال حرب البوسنة، ظلّ الجبل الأسود مستقرًا إلى حد ما، ويرجع ذلك أساسًا إلى منظور سكانها حول التسامح الديني والتنوع الديني.

### الكاثوليكية

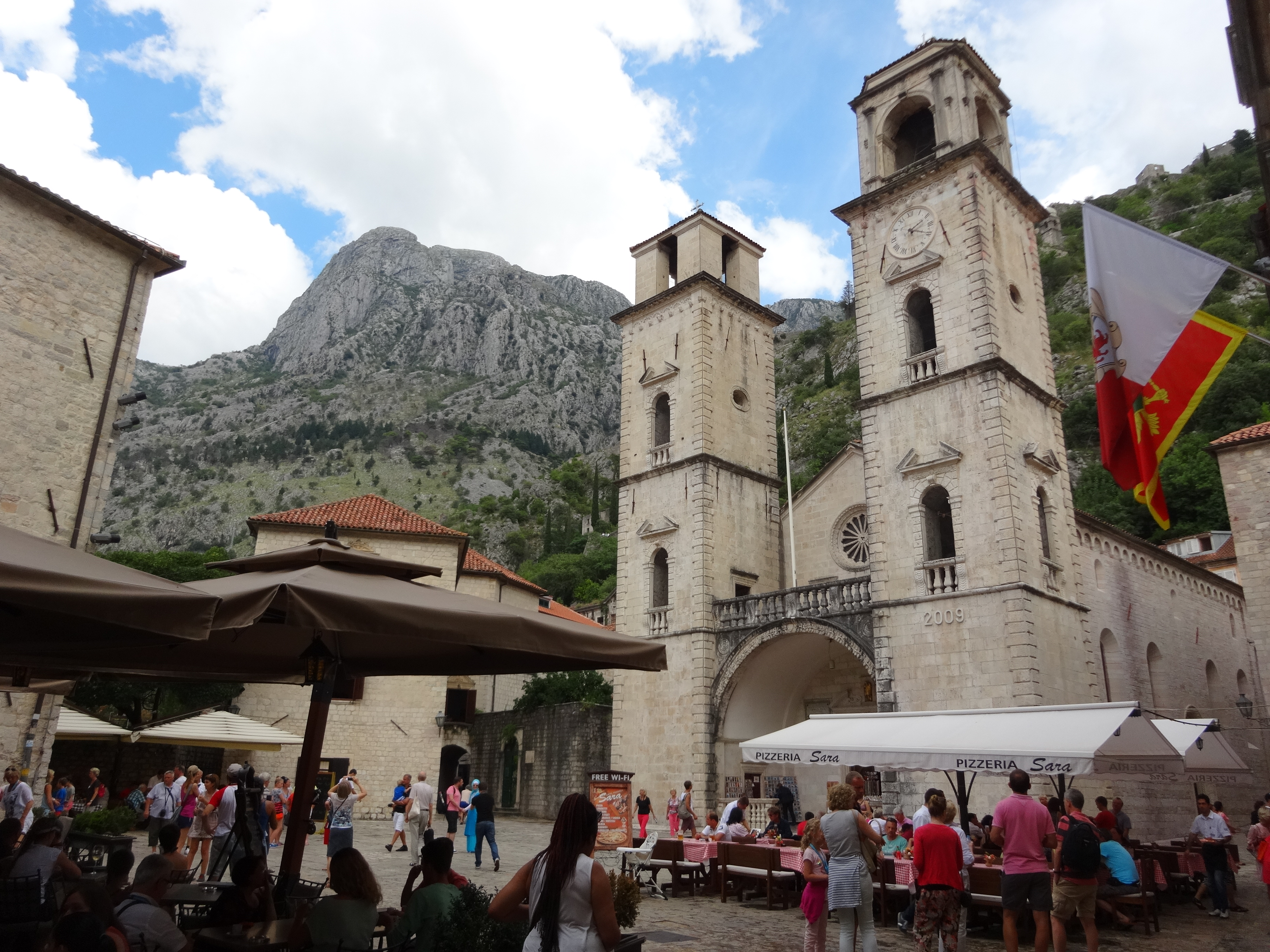
كاتدرائية القديس تريفون الكاثوليكية في كوتور.

الكنيسة الكاثوليكية المونتينيغرية هي جزء من الكنيسة الكاثوليكية العالمية في ظل القيادة الروحية للبابا في روما، ويتواجد أتباع الكنيسة الرومانية الكاثوليكية في الغالب في منطقة خليج بوكا، حيث يوجد أعداد كبيرة من السكان من الأصول الكرواتية. هناك أيضًا عدد من ذوي الأصل الألباني وهم من أتباع الكنيسة الكاثوليكية. يوجد أعلى تجمع للكاثوليك في أبرشية كوتور، التي تغطي المناطق الساحليَّة التي كانت تحت تأثير جمهورية البندقية التاريخي لفترة طويلة وتتكون إلى حد كبير من الكاثوليك الكروات. في حين تغطي أبرشية بار باقي مناطق الجبل الأسود ومعظم أتباعها من الألبان الكاثوليك. ومنذ عهد سلالة فوييسلافليفيتش، أصبحت الكاثوليكية أصيلة في منطقة الجبل الأسود.
وفقًا لمؤسسة جمعية الرعاية الكاثوليكية في الشرق الأدنى يبلغ عدد الكاثوليك الشرقيين أتباع الطقوس البيزنطية أكثر من 20,000 شخص في مناطق الجبل الأسود وصربيا. ووقفاً للتعداد السكاني عام 2011 تبلغ نسبة الكاثوليك بالمجمل حوالي 3.4% من السكان. داخل الجبل الأسود، يتكون التسلسل الهرمي الكاثوليكي للطقوس اللاتينية من أبرشية بار. تقع أبرشية كوتور جغرافيًا في الجبل الأسود، لكنها إداريًا جزء من الكنيسة في كرواتيا وتخضع لأبرشية سبليت في كرواتيا. كما أنَّ أراضي أبرشية كوتور تقابل أراضي ألبانيا الفينيسية التابعة تاريخياً لجمهورية البندقية، والتي خسرتها نابليون الأول عام 1797، حيث كانت ألبانيا الفينيسية في الغالب كاثوليكية.